# II. Luftwaffen-Feldkorps
La II. Luftwaffen-Feldkorps (2e Corps de campagne de la Luftwaffe) a été l'un des principaux Corps de la Luftwaffe allemande durant la Seconde Guerre mondiale.

## Création et différentes dénominations
Ce Corps a été formé en octobre 1942 à Gurki près de Nevel, à partir de la Luftwaffenverband Schlemm. Il a opéré dans la zone de Newel (son Stab basé à Gurki) jusqu'à fin novembre 1943, quand il est envoyé en Italie. En janvier 1944, il est renommé I. Fallschirmkorps.

## Commandement

Drapeau du chef du Luftwaffen-Feldkorps

| Début            | Fin             | Grade                         | Nom            |
| ---------------- | --------------- | ----------------------------- | -------------- |
| 1er octobre 1942 | 3 décembre 1943 | General der Fallschirmtruppen | Alfred Schlemm |

## Chef d'état-major
| Début         | Fin          | Grade  | Nom                    |
| ------------- | ------------ | ------ | ---------------------- |
| Novembre 1942 | 25 août 1943 | Oberst | Franz Reuß             |
| 24 août 1943  | Janvier 1944 | Oberst | Karl-Heinz von Hofmann |

## Rattachement
| Novembre 1942 - Janvier 1943 |  | Gruppe Chevallerie LIX. Armeekorps |
| Février 1943 - Novembre 1943 |  | 3. Panzer-Armee                    |

## Unités subordonnées
- Korpstruppen (Troupes de Corps) :
  - Luftwaffen-Korps-Nachrichten-Abteilung 2
  - Aufklärungs-Kompanie Luftwaffen-Feldkorps II
  - Wach-Kompanie Luftwaffen-Feldkorps II
  - Feldgendarmerie-Truppe Luftwaffen-Feldkorps II

Les divisions suivantes servent dans ce corps :
- 4. Luftwaffen-Feld-Division : 5 novembre 1942 - 8 novembre 1943
- 6. Luftwaffen-Feld-Division : 1er janvier 1943 - 4 octobre 1943
- 2. Luftwaffen-Feld-Division : 3 février 1943 - 1er mai 1943
- 3. Luftwaffen-Feld-Division : 3 février 1943 - 8 novembre 1943
- 87. Infanterie-Division : 5 août 1943 - 31 août 1943